# Miraševac
Miraševac (cyr. Мирашевац) – wieś w Serbii, w okręgu szumadijskim, w gminie Rača. W 2011 roku liczyła 558 mieszkańców.